# Муна (остров)
Муна (индон. Muna) — остров в Индонезии. Расположен к юго-востоку от Сулавеси. Площадь — 2889 км. Население (2010) — 268 140 человек.

## География и природа
Остров Муна расположен в южной части индонезийской провинции Юго-Восточный Сулавеси, отделён узкими проливами от островов Сулавеси (11 км), Бутон (0,53 км) и Кабаена (24 км). Длина — 93,4 км. Наибольшая ширина — 48,5 км. Для южного и юго-восточного побережий характерно чередование выступов суши с глубокими заливами.
Остров сформировался в период 208,5 — 35 млн лет в результате нескольких сдвигов тектонических плит. Особенностью местного ландшафта является холмистая местность с узкими долинами и прибрежными низменностями. Часть острова покрыта лесами, в которых сохранились редкие виды флоры и фауны. Значительным богатством отличается подводный мир прибрежных коралловых рифов.
Климат — тропический пассатный. С мая до октября продолжается сухой сезон.

## История и культура
Со времён средневековья остров Муна находился в зависимости от государства Бутон. Отсюда вывозили ценные виды древесины. В 1950 году. остров вошёл в состав Индонезии.
Коренными жителями Муны является народ Муна, или Вуна, который говорит на собственном австронезийском языке. Главными занятиями островитян являются земледелие, выращивание риса и клубневых культур. Важную роль в питании также играют сбор саго, морских моллюсков и водорослей. Преобладающая религия — ислам.